# Minnesota Arctic Blast
Die Minnesota Arctic Blast waren ein US-amerikanisches Inlinehockeyfranchise aus Minneapolis im Bundesstaat Minnesota. Es existierte von 1994 bis 1996 und nahm an zwei Spielzeiten der professionellen Inlinehockeyliga Roller Hockey International teil. Die Heimspiele des Teams wurden im Target Center ausgetragen.

## Geschichte
Die Minnesota Arctic Blast wurden 1994 im Zuge der Expansion der Roller Hockey International gegründet. In seiner ersten Saison in der Roller Hockey International qualifizierte sich das Team für die Playoffs um den Murphy Cup. Nach Siegen gegen die Atlanta Fire Ants und Pittsburgh Phantoms	unterlag das Team im Conference-Finale den Buffalo Stampede. Nach der Saison 1994 trat das Team aus der Liga aus, nachdem es sich mit der Ligaleitung überworfen hatte.
Anschließend wurde Minneapolis im Spieljahr 1995 von den Minnesota Blue Ox vertreten. Zur Saison 1996 kehrten die Arctic Blast in die Roller Hockey International zurück. Es gelang unter Cheftrainer Scott Bjugstad erneut die Qualifikation für die Playoffs, jedoch folgte im Conference-Halbfinale gegen die St. Louis Vipers das Ausscheiden aus dem Wettbewerb.
Nach der Saison 1996 wurde das Team aufgelöst.
1994 hatten die Arctic Blast einen Zuschauerschnitt von 3969 und fanden sich im Vergleich der anderen Teams im Mittelfeld wieder. Der Zuschauerkrösus Anaheim Bullfrogs hatte einen Schnitt von 10155, während lediglich 1505 Zuschauer die Spiele der Calgary Rad’z besuchen wollten. Im Spieljahr 1996 mussten die Arctic Blast jedoch einen deutlichen Rückgang der Zuschauerzahlen hinnehmen, lediglich 2301 Besucher im Schnitt wollten sich die Spiele anschauen.
Die Teamfarben waren Schwarz, Blau, Silber und Rot.

## Saisonstatistik
Abkürzungen: Sp = Spiele, S = Siege, N = Niederlagen, U = Unentschieden, OTN = Niederlagen nach Overtime oder Shootout, Pkt = Punkte, T = Erzielte Tore, GT = Gegentore
| Saison | Sp                              | S                               | N                               | U                               | OTN                             | Pkt                             | T                               | GT                              | Platz                           | Playoffs |
| 1994   | 22                              | 18                              | 3                               | 1                               | –                               | 37                              | 260                             | 187                             | 1., Central                     | Sieg im Conference-Viertelfinale, 2:0 (Atlanta) Sieg im Conference-Halbfinale, 2:1 (Pittsburgh) Niederlage im Conference-Finale, 1:2 (Buffalo) |
| 1995   | keine Teilnahme am Spielbetrieb | keine Teilnahme am Spielbetrieb | keine Teilnahme am Spielbetrieb | keine Teilnahme am Spielbetrieb | keine Teilnahme am Spielbetrieb | keine Teilnahme am Spielbetrieb | keine Teilnahme am Spielbetrieb | keine Teilnahme am Spielbetrieb | keine Teilnahme am Spielbetrieb | keine Teilnahme am Spielbetrieb |
| 1996   | 28                              | 22                              | 6                               | –                               | 0                               | 44                              | 246                             | 200                             | 1., Central                     | Niederlage im Conference-Halbfinale, 1:2 (St. Louis)                                                                                           |

## Bekannte Spieler
- Reed Larson
- Cory Laylin
- Randy Skarda